# Aleksander Barkov
Aleksander Aleksandrovich „Sasha“ Barkov (russisch Александр Александрович Барков; deutsche Transkription: Alexander Alexandrowitsch Barkow; * 2. September 1995 in Tampere) ist ein finnischer Eishockeyspieler russischer Herkunft, der seit September 2013 bei den Florida Panthers in der National Hockey League (NHL) unter Vertrag steht. Mit dem Team gewann er in den Playoffs 2024 und 2025 den Stanley Cup. Der Center gilt als einer der besten defensiv orientierten Angreifer der Liga, so erhielt er 2021, 2024 und 2025 die Frank J. Selke Trophy und wurde für seine Fairness bereits 2019 mit der Lady Byng Memorial Trophy geehrt. Bei den Panthers hält er eine Reihe von Franchise-Rekorden, unter anderem für die meisten Spiele, Tore, Vorlagen und Punkte. Mit der finnischen Nationalmannschaft gewann er eine Bronzemedaille bei den Olympischen Winterspielen 2014 sowie eine Silbermedaille bei der Weltmeisterschaft 2016. Sein Vater Alexander Barkow war ebenfalls professioneller Eishockeyspieler.

## Karriere
Aleksander „Sasha“ Barkov kam im finnischen Tampere zur Welt und wuchs auch dort auf, da sein Vater Alexander zwischen 1994 und seinem Karriereende im Jahr 2004 für Tappara Tampere aktiv war. Während dieser Zeit erlernte Aleksander Barkov das Eishockeyspielen in der Juniorenabteilung des Klubs.

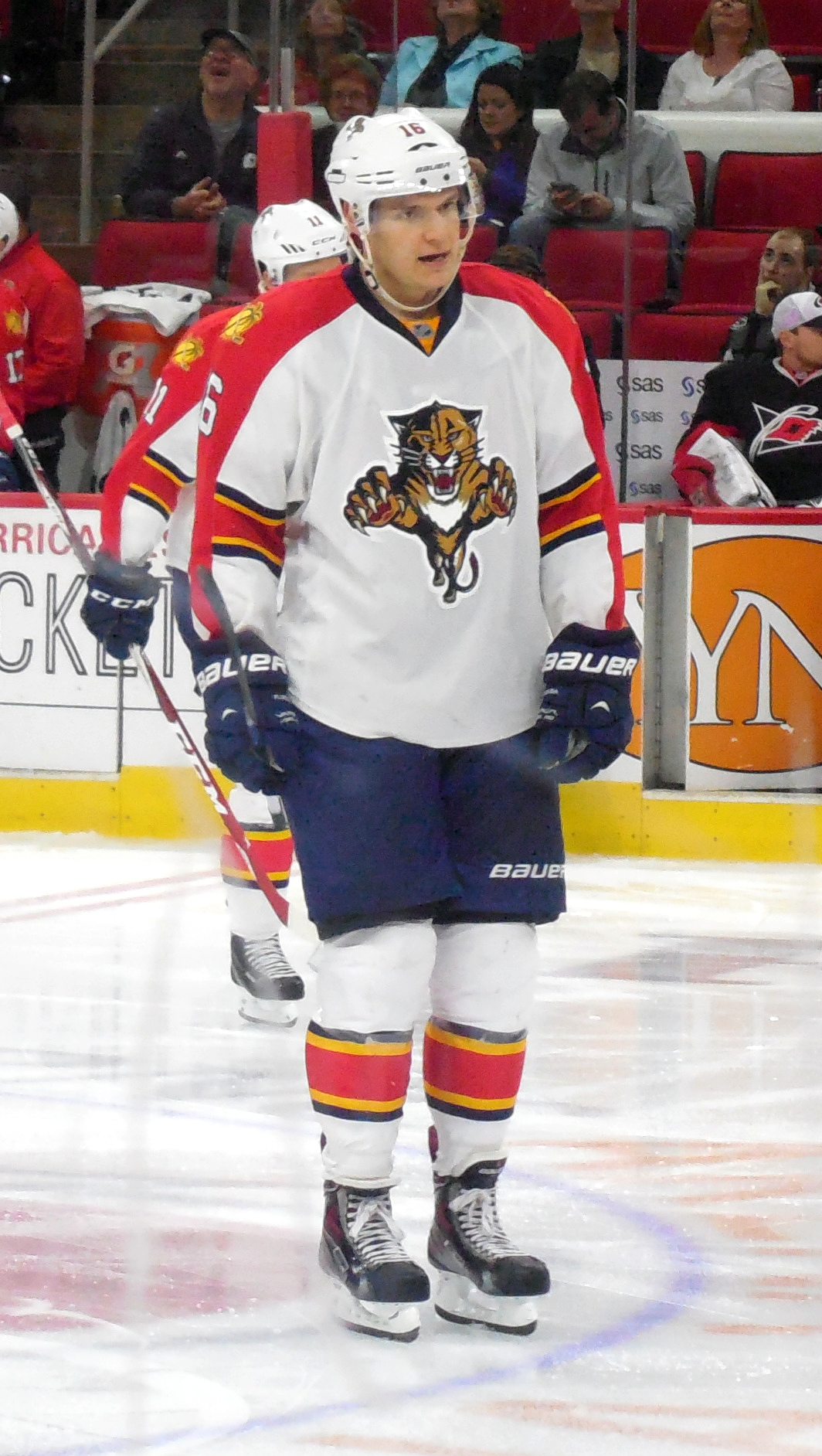
Barkov im Trikot der Florida Panthers (2015)

Bereits als 15-Jähriger stand er im Aufgebot der U20-Auswahl des Klubs auf dem Eis und steuerte in 25 Spielen 17 Scorerpunkte bei. Am 1. Oktober 2011 gab Barkov im Alter von 16 Jahren sein Debüt in der SM-liiga. Durch eine Torvorbereitung wurde er der jüngste Spieler aller Zeiten, dem es gelang, einen Scorerpunkt in der höchsten finnischen Spielklasse zu verbuchen. Zur Saison 2012/13 stand Barkov schließlich fest im Aufgebot der Mannschaft und war mit 48 Punkten aus 53 Spielen der zweitbeste Scorer seines Teams. Im NHL Entry Draft 2013 wurde er in der ersten Runde an zweiter Stelle von den Florida Panthers ausgewählt.
Zur NHL-Saison 2013/14 wechselte Barkov nach Nordamerika und erhielt dort auf Anhieb einen Platz im Kader der Panthers. Bei seinem NHL-Debüt am 3. Oktober 2013 gegen die Dallas Stars erzielte er auch sein erstes Tor. Mit einem Alter von 18 Jahren und 31 Tagen war Barkov damit der jüngste NHL-Torschütze seit der Saison 1943/44.
Mit Beginn der Saison 2017/18 übernahm Barkov bei den Panthers das Amt des Assistenzkapitäns, bevor er in dieser Spielzeit mit 78 Scorerpunkten seine mit Abstand beste persönliche Statistik erzielte und sein Team in dieser Kategorie anführte. Anschließend übernahm er im September 2018 das Kapitänsamt von Derek MacKenzie. In der Folgesaison steigerte der Angreifer seine Punkteausbeute noch einmal deutlich auf 96 Zähler, womit er sich unter den besten zehn Scorern der Liga platzierte. Darüber hinaus stellte er damit einen neuen Franchise-Rekord auf, den zuvor Pawel Bure innehatte (94 Punkte; Saison 1999/00). Darüber hinaus wurde er für seine sportliche Fairness mit der Lady Byng Memorial Trophy ausgezeichnet. In der Spielzeit 2020/21 erhielt er zudem die Frank J. Selke Trophy, die den besten defensiven Angreifer der Liga ehrt.
In der Folge unterzeichnete Barkov im Oktober 2021 einen neuen Achtjahresvertrag in Florida, der ihm mit Beginn der Spielzeit 2022/23 ein durchschnittliches Jahresgehalt von zehn Millionen US-Dollar einbringen soll. Während der Saison 2021/22 erzielte er dann seinen 189. Treffer im Trikot der Panthers, sodass er seither den Franchise-Rekord als bester Torjäger des Teams hält, den zuvor Olli Jokinen (188) innehatte. In der Folgesaison 2022/23 übertraf er auch Jonathan Huberdeau (613) als besten Scorer in der Historie der Panthers. In den Playoffs 2023 erreichte er mit der Mannschaft zudem das Endspiel um den Stanley Cup, unterlag dort allerdings den Vegas Golden Knights mit 1:4.
In der anschließenden Spielzeit 2023/24 übertraf er Huberdeau erneut, nun als Rekordspieler der Panthers (672 Einsätze). Ferner erhielt er am Ende der Saison seine zweite Frank J. Selke Trophy. In den folgenden Playoffs 2024 zog er mit dem Team erneut ins Finale ein und errang mit einem 4:3-Erfolg über die Edmonton Oilers nun auch den ersten Stanley Cup der Franchise-Geschichte. Er wurde dabei zum ersten Finnen, der seine Mannschaft als Kapitän zum Sieg der prestigeträchtigen Trophäe führte. In der Folge wurde er als Finnlands Sportler des Jahres ausgezeichnet, was zuvor keinem Eishockeyspieler in Finnland gelungen war. In der Saison 2024/25 wurde Barkov zum dritten Mal mit der Frank J. Selke Trophy ausgezeichnet, während er zudem die King Clancy Memorial Trophy für sein soziales Engagement erhielt. Mit den Panthers erreichte er in den Playoffs 2025 zum dritten Mal in Folge das Endspiel und besiegte dort erneut die Edmonton Oilers.

### International
Barkov kam zwischen 2009 und 2012 in allen Juniorenteams des finnischen Eishockeyverbandes zu Einsätzen. Zur U20-Junioren-Weltmeisterschaft 2012 in Kanada wurde er erstmals für ein internationales Turnier nominiert und war mit 16 Jahren der mit Abstand jüngste Spieler des finnischen Kaders. Im gleichen Jahr absolvierte er die U18-Junioren-Weltmeisterschaft, bei der er mit der U18-Auswahl seines Heimatlandes den vierten Platz belegte. Bei den Olympischen Spielen 2014 gewann er mit der finnischen Nationalmannschaft die Bronzemedaille sowie bei der WM 2016 die Silbermedaille. Zudem gehörte er zum finnischen Aufgebot beim World Cup of Hockey 2016.

## Erfolge und Auszeichnungen
| - 2018 Teilnahme am NHL All-Star Game - 2019 Lady Byng Memorial Trophy - 2021 NHL-Spieler des Monats März der Central Division - 2021 Frank J. Selke Trophy - 2024 Frank J. Selke Trophy | - 2024 Stanley-Cup-Gewinn mit den Florida Panthers - 2024 Finnlands Sportler des Jahres - 2025 Stanley-Cup-Gewinn mit den Florida Panthers - 2025 Frank J. Selke Trophy - 2025 King Clancy Memorial Trophy |

### International
- 2014 Bronzemedaille bei den Olympischen Winterspielen
- 2016 Silbermedaille bei der Weltmeisterschaft

## Karrierestatistik
Stand: Ende der Saison 2024/25

### International
Vertrat Finnland bei:
| - Ivan Hlinka Memorial Tournament 2011 - U20-Junioren-Weltmeisterschaft 2012 - U18-Junioren-Weltmeisterschaft 2012 - U20-Junioren-Weltmeisterschaft 2013 - Olympischen Winterspielen 2014 | - Weltmeisterschaft 2015 - Weltmeisterschaft 2016 - World Cup of Hockey 2016 - 4 Nations Face-Off 2025 |

(Legende zur Spielerstatistik: Sp oder GP = absolvierte Spiele; T oder G = erzielte Tore; V oder A = erzielte Assists; Pkt oder Pts = erzielte Scorerpunkte; SM oder PIM = erhaltene Strafminuten; +/− = Plus/Minus-Bilanz; PP = erzielte Überzahltore; SH = erzielte Unterzahltore; GW = erzielte Siegtore; 1 Play-downs/Relegation; Kursiv: Statistik nicht vollständig)